# NGC 68
NGC 68 je galaksija u zviježđu Andromeda.

## Vanjske poveznice
- SEDS: NGC 0068